# Florine von Burgund

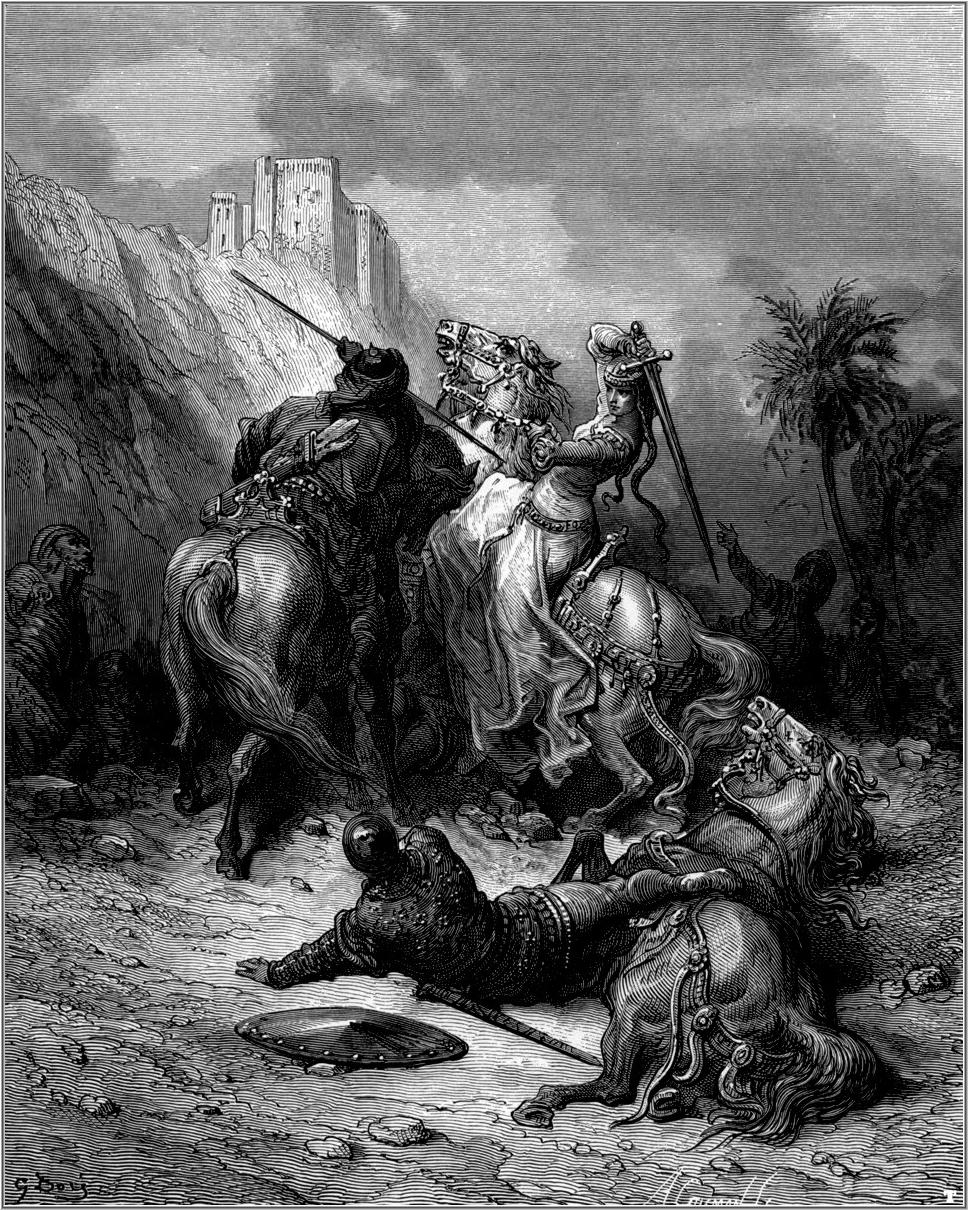
Florine von Burgund
(Romantisierende Illustration von Gustave Doré aus dem 19. Jhd.)

Florine von Burgund (franz. Fleurine de Bourgogne; * um 1081; † 1097 bei Philomelion) war eine französische Adlige, die im Verlauf des Ersten Kreuzzugs starb.
Florine war eine Tochter des Herzogs Odo I. von Burgund und dessen Ehefrau Sibylle von Burgund. Über ihren Vater war sie eine Angehörige der königlichen Dynastie der Kapetinger. Sie war verlobt oder gar verheiratet mit dem dänischen Prinzen Sven (Svend), einem Sohn des Königs Sven Estridsson. Gemeinsam mit ihrem Mann begab sie sich auf den Ersten Kreuzzug, auf dem beide in Kleinasien getötet wurden. Angeblich wurden sie mit ihrem Kontingent aus eintausendfünfhundert Rittern bei der Durchquerung von Kappadokien von einer überlegenen Streitmacht der Seldschuken überrascht. Einen Tag lang kämpften Florine und Sven gegen den Feind an, auch, nachdem sie von sieben Pfeilen getroffen worden war. Doch am Ende wurden sie von der Übermacht getötet.
Florines Vater nahm am Kreuzzug von 1101 teil und starb dabei 1102 in Tarsos.

## Quelle
- Albert von Aachen, Historia Hierosolymitana Liber III, §54, hrsg. in: Recueil des historiens des croisades (1879), Historiens occidentaux IV, S. 377